# Annie Toinon
Annie Toinon est une actrice française de cinéma, née Augustine Louise Fernande Julie Roustan le 19 août 1875 à Marseille et morte le 28 février 1967  à Lagny-sur-Marne (Seine-et-Marne).

## Filmographie
- 1932 : Fanny de Marc Allégret : Amélie
- 1932 : Rocambole de Gabriel Rosca
- 1933 : Jofroi de Marcel Pagnol : Barbe
- 1934 : Angèle de Marcel Pagnol : Philomène Barbaroux
- 1935 : Aux jardins de Murcie de Max Joly et Marcel Gras
- 1935 : Cigalon de Marcel Pagnol
- 1935 : Merlusse de Marcel Pagnol : Nathalie
- 1939 : Le Club des fadas d'Émile Couzinet
- 1939 : L'Intrigante d'Émile Couzinet
- 1942 : L'Arlésienne de Marc Allégret